# 唐一嘉
唐一嘉（1990年11月21日—），汉族，中國歌手，畢業於四川音乐学院，2013年获得北京卫视《最美和声》歌唱比赛全国第八名、最具人气选手，现为华纳唱片签约歌手。

## 主要经历
- 1990年 出生于四川省南充市；
- 2007年 考入四川音乐学院通俗音乐学院学习（2011年毕业）；
- 2011年 参加四川卫视跨年演唱会；
- 2012年 获得浙江卫视《我爱记歌词》对战最强音冠军[1]；
- 2013年 获得北京卫视《最美和声》全国八强、最具人气选手[2]；
- 2014年3月3日 签约台湾华纳唱片公司，成为萧敬腾、黄小琥、肖懿航等师弟[3]。